# Client fatal
Pour plus de détails, voir Fiche technique et Distribution.
Client fatal (Client Seduction) est un téléfilm canadien réalisé par Penelope Buitenhuis, diffusé en 2014.

## Fiche technique
Sauf indication contraire, les informations mentionnées dans cette section peuvent être confirmées par la base de données cinématographiques IMDb,  présente dans la section « Liens externes ».
- Titre original : Client Seduction
- Titre français : Client fatal
- Réalisation : Penelope Buitenhuis
- Scénario : Al Kratina
- Photographie : Fraser Brown
- Musique : Ari Posner
- Pays d'origine :  Canada
- Langue originale : anglais
- Durée : 90 minutes
- Date de diffusion :
  - France : 16 septembre 2014[2] sur M6

## Distribution
- Ally Sheedy (VF : Marjorie Frantz) : Melissa Eco
- Annie Clark (VF : Sarah Marot) : Abby Eco
- Rhys Ward (VF : Nicolas Matthys) : Greg Milles
- Erik Knudsen (VF : Vincent de Bouard) : Dennis Brunner
- Jadyn Wong (VF : Célia Torrens) : Molly
- John Ralston : inspecteur Mike
- Stuart Hughes : Bill
- Julia Chantrey : Lynette Pritchard
- Stephen MacDonald : Tom

Sources et légende : Version française (VF) sur RS Doublage et selon le carton du doublage français télévisuel.